# Robert Šebenik
Robert Šebenik, slovenski kolesar, * 3. september 1965, Ljubljana.
Šebenik je za Jugoslavijo nastopil na Poletnih olimpijskih igrah 1988 v Seulu, kjer je osvojil 15. mesto v ekipnem kronometru na 100 km. Leta 1985 je osvojil tretje mesto na državnem prvenstvu Jugoslavije v cestni dirki.